# Hillen (Recklinghausen)

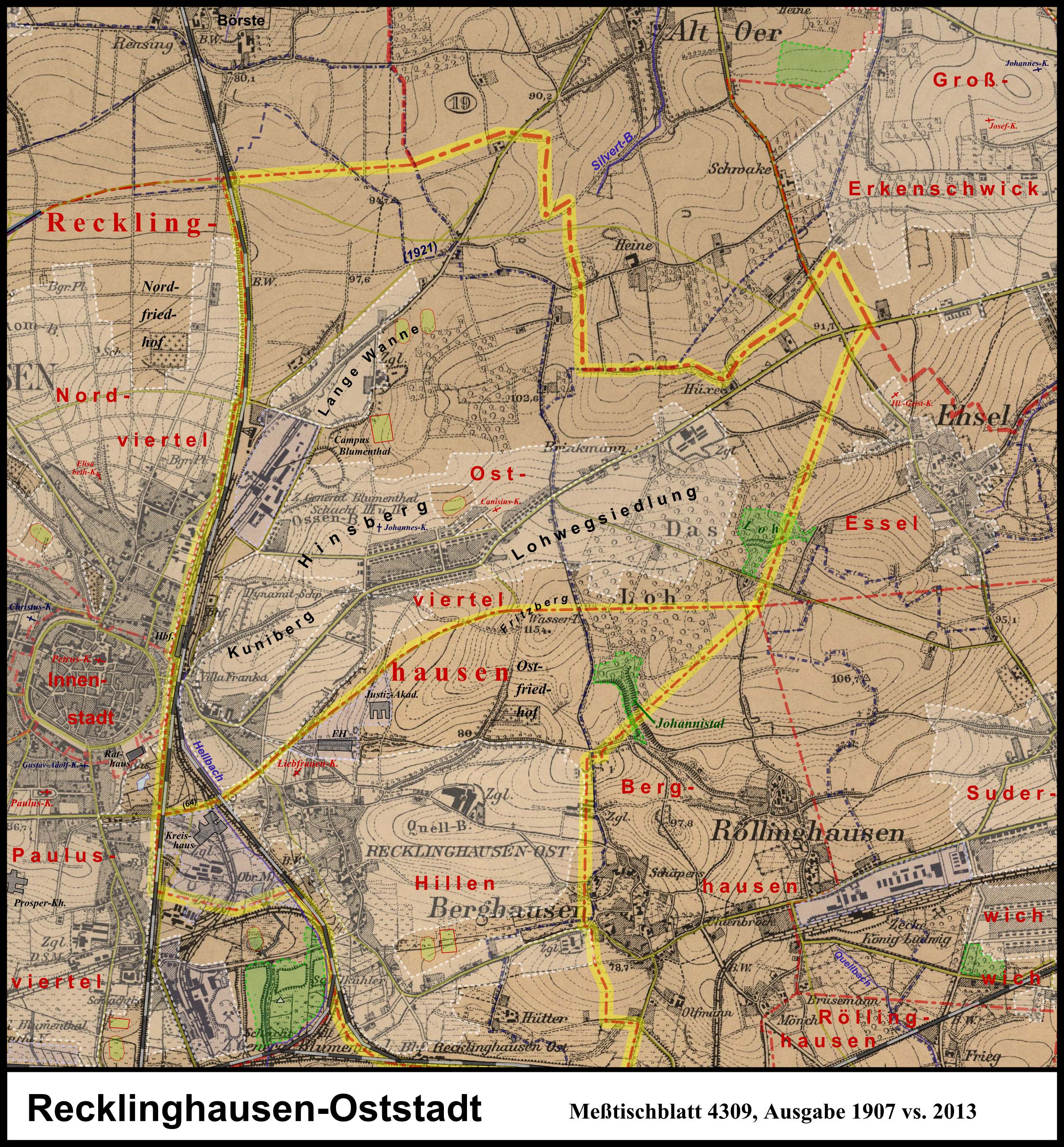
Siedlungsentwicklung der Oststadt Recklinghausens seit 1907
(→ Gleicher Ausschnitt ohne Karte von 2007 (nur aktuelle Siedlungsflächen), → Legende)

Hillen ist eine frühere Bauerschaft und heutiger Stadtteil von Recklinghausen im gleichnamigen Kreis in Nordrhein-Westfalen.

## Lage
Der Stadtteil liegt südöstlich der Innenstadt und zieht sich vom Kreishaus südlich der Innenstadt (Kreuzung am Dordrechtring: 63,7 m ü. NHN) bis an den Ostcharweg, die historische Grenze zwischen der Stadt Recklinghausen und der früheren Landgemeinde Recklinghausen. Im nominellen Stadtteilgebiet liegt mit dem Fritzberg (113 m) auch die höchste Erhebung des Vestischen Höhenrückens mit dem alten Wasserturm und dem Funkturm, die jedoch vom eigentlichen Hillen durch einen deutlichen Höhenunterschied und den dazwischen liegenden Ostfriedhof am Südhang getrennt sind.
Alt-Hillen liegt unmittelbar östlich und südlich der Liebfrauenkirche; von dort aus zieht sich das jüngere Wohngebiet Quellberg bergauf nach Osten. Der Frankenweg (im Westteil heute Douaistraße), eine historische Fernstraße, begrenzt den Quellberg nach Norden zu den Hängen des Fritzbergs. 
Ganz im Norden des Stadtteils führt der August-Schmidt-Ring von der Westfälischen Hochschule durch unbewohntes Gebiet bis auf den Fritzberg und ist Teil der Fernverbindung nach Oer-Erkenschwick und Datteln. Die den Ring senkrecht kreuzende Castroper Straße wiederum verbindet die Recklinghäuser Innenstadt mit Suderwich und Castrop-Rauxel.
Der Quellberg hat ein eigenes kleines Stadtteilzentrum nah der Mitte der Nordseestraße. Zu diesem führt von Alt-Hillen die Straße Hillen, die weiter östlich Am Quellberg heißt. Die Straßen des Quellbergs sind überwiegend nach den Nordfriesischen und Ostfriesischen Inseln benannt.

## Verkehr
Durch Hillen fahren die Buslinien 201, 213, 215, 233, 236, 237 und die Nachtlinie NE1 der Vestischen Straßenbahnen GmbH.
| Linie | Verlauf | Takt (Mo–Fr)            |
| ----- | --- | ----------------------- |
| 201   | Recklinghausen Hbf – Quellberg – Berghausen – Suderwich – Röllinghausen – König Ludwig – Recklinghausen-Süd – Grullbad Hochstr. – RE-Süd Bf | einzelne Fahrten abends |
| 213   | Recklinghausen Hbf – Quellberg – Berghausen – Suderwich Langobardenstr. | 30 min                  |
| 215   | Recklinghausen Hbf – Quellberg – In den Heuwiesen | 30 min                  |
| 233   | Recklinghausen Hbf – Hillen – Berghausen – Suderwich – Castrop-Rauxel Henrichenburg Mitte | 30 min                  |
| 236   | Recklinghausen Hbf – Hillen – Hillerheide – Röllinghausen – König Ludwig – Overbergstr. | 20/40 min               |
| 237   | Recklinghausen Hbf – Hillen – Hillerheide – Röllinghausen – König Ludwig – Herne, Pantringshof – Castrop-Rauxel-Pöppinghausen – Habinghorst – Castrop-Rauxel Hbf – Europaplatz – Castrop Münsterplatz | 60 min                  |
| NE1   | Recklinghausen Hbf → Viehtor → Paulusviertel → Stuckenbusch → Hochlarmark → RE-Süd Bf → Grullbad Hochstr. → Recklinghausen-Süd → König Ludwig → Röllinghausen → Suderwich → Berghausen → Quellberg → Recklinghausen Hbf NachtExpress: In den Nächten von Freitag auf Samstag, Samstag auf Sonntag und vor Feiertagen | 60 min                  |